# Ahmed Subajr
Ahmed Abdelaziz Subajr (arabul: أحمد عبد العزيز شوبير); (Tanta, 1960. szeptember 28. – ) egyiptomi válogatott labdarúgókapus. 

## Pályafutása

### Klubcsapatban
1980 és 1997 között az el-Ahlí játékosa volt, melynek tagjaként hét bajnoki címet (1985, 1986, 1987, 1989, 1994, 1995, 1996) szerzett és 1987-ben megnyerte a bajnokcsapatok Afrika-kupáját. 

### A válogatottban
1984 és 1996 között 107 alkalommal szerepelt az egyiptomi válogatottban. Részt vett az 1990-es világbajnokságon, ahol a Hollandia, az Írország és az Anglia elleni csoportmérkőzésen kezdőként lépett pályára. Tagja volt az 1986-os afrikai nemzetek kupáján aranyérmet szerző válogatott keretének és részt vett az 1988-as, az 1992-es és az 1994-es afrikai nemzetek kupáján.

## Sikerei, díjai
el-Ahlí SC
- Egyiptomi bajnok (7): 1984–85, 1985–86, 1986–87, 1988–89, 1993–94, 1994–95, 1995–96
- Bajnokcsapatok Afrika-kupája győztes (1): 1987
- Kupagyőztesek Afrika-kupája győztes (4): 1984, 1985, 1986, 1993
- Afro-ázsiai klubok kupája győztes (1): 1988

Egyiptom
- Afrikai nemzetek kupája győztes (1): 1986
- Arab nemzetek kupája győztes (1): 1992